# Filip Ude
Filip Ude (Čakovec, Croacia, 3 de junio de 1986) es un gimnasta artístico croata, subcampeón olímpico en el ejercicio de caballo con arcos en 2008, y subcampeón del mundo en el mismo ejercicio en 2014.

## Carrera deportiva
En los Juegos Olímpicos de Pekín 2008 quedó en segunda posición (puntuación de 15,725) en caballo con arcos, tras el chino Xiao Qin que ganó el oro con una puntuación de 15,875.
En el Mundial de Nanning 2014 quedó también en segunda posición en caballo con arcos, en esta ocasión tras el húngaro Krisztián Berki.